# Epica (album)
Epica is het zesde album van Kamelot, uitgebracht in 2003 op Noise Records. Het album is het eerste conceptalbum door Kamelot. Het grootste gedeelte van de teksten was al geschreven voor er muziek was. Het is een episch verhaal over het centrum van het universum, over gedachten en dromen. Het is de plaats waar de onverklaarbare vragen van het leven worden beantwoord. Het is gebaseerd op Faust van Goethe.
De Nederlandse band Epica is vernoemd naar dit album.

## Track listing
1. Prologue – 1:07
2. Center of the Universe – 5:26
3. Farewell – 3:41
4. Interlude I (Opiate Soul) – 1:10
5. Edge of Paradise – 4:09
6. Wander – 4:24
7. Interlude II (Omen) – 0:40
8. Descent of the Archangel – 4:35
9. Interlude III (At the Banquet) – 0:30
10. A Feast for the Vain – 3:57
11. On the Coldest Winter Night – 4:03
12. Lost and Damned – 4:55
13. Helena's Theme – 1:51
14. Interlude IV (Dawn) – 0:27
15. Mourning After – 4:59
16. III Ways to Epica – 6:16

## Line-up
- Roy Khan - Zanger
- Thomas Youngblood - Gitarist
- Glenn Barry - Bassist
- Casey Grillo - Drummer